# جون روميتا الأب
جون روميتا الأب (مواليد 24 يناير 1930) هو كاتب قصص مصورة أمريكي. تخرج من مدرسة مانهاتن للفنون الصناعية في عام 1947، بعد أن التحق بها لمدة ثلاث سنوات بعد أن أمضى الصف التاسع في مدرسة بروكلين الإعدادية.